# Yōko Higashi

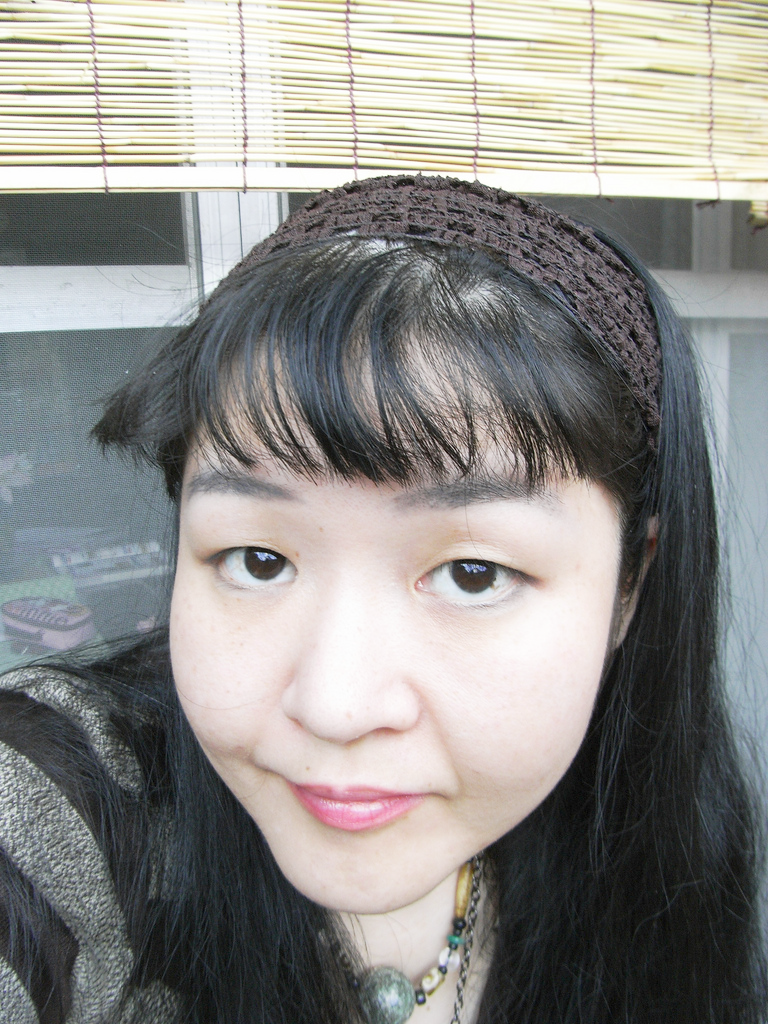
Yōko Higashi im März 2012

Yōko Higashi (jap. 東 陽子, Higashi Yōko; * 20. Dezember 1974 in Kakogawa, Präfektur Hyōgo) ist eine japanische Illustratorin, Amateur-Sängerin, Songwriterin und Dichterin.

## Biografie
1983 wurden Yōko Higashis Bilder in Japans nationalem Sender NHK erstmals gezeigt. Sie war zu diesem Zeitpunkt acht Jahre alt. Seither veröffentlicht Yōko Higashi in den Medien Bilder. Bis heute hat sie mehr als 100 Abbildungen und Gedichte veröffentlicht. Yōko Higashis Illustrationen sind im Manga-Stil gehalten.

## Veröffentlichungen in/bei
- Daito company (1993~)
- Sankei Shimbun pamphlet (2003~)

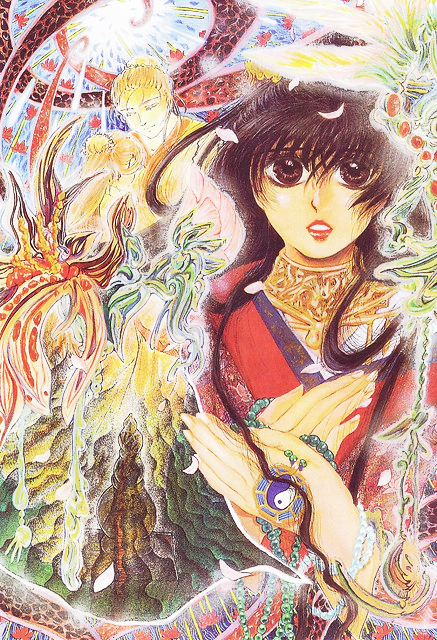
Chinese Medium

- Sankei Shimbun Morgenausgabe (2003–2006)
- Mainichi Shimbun Morgenausgabe (2003–2005)
- Brocoli paper (2004)
- Yomiuri Shimbun Abendausgabe (2004)
- Aret publication (2004)
- Gakken Co. Ltd. (2004~)
- Yomiuri life (2004)
- PHP (Magazine) (2004~)
- Nippon Bungei (2004)
- Seibundō Shinkōsha (2005~)
- Sankei Shimbun Abendausgabe (2004–2007)
- Digital Bookstore (2009~)